# Тит Генуций (народный трибун 476 года до н. э.)
Тит Гену́ций (лат. Titus Genucius; умер после 476 года до н. э.) — римский политический деятель из плебейского рода Генуциев, народный трибун 476 года до н. э. Ярый противник патрициев Генуций смог привлечь к суду бывшего консула Тита Менения Ланата, инкриминировав ему преступную халатность за неоказание помощи потеснённой врагом римской армии. В итоге, осуждённый покончил жизнь самоубийством, будучи приговорён к выплате огромной денежной суммы.

## Биография
В 476 году до н. э. Генуций занимал должность народного трибуна. Вместе со своим коллегой Квинтом Консидием он предложил новый земельный закон. Кроме того, Генуций смог привлечь к суду бывшего консула Тита Менения Ланата. Ему поставили в вину гибель укрепления на Кремере, когда он, будучи консулом, стоял лагерем неподалёку, но не помог находившимся там римлянам. Несмотря на заступничество перед Менением сенаторов-патрициев, Ланата приговорили к выплате денежного штрафа в размере 2 000 ассов. Согласно античной традиции, консул 477 года до н. э. не выдержав позора, заперся в своём доме и уморил себя голодом.